# Mamelles de Savè
Les mamelles de Savè, ou trois mamelles de Savè, sont trois collines situées dans la ville de Savè et qui se distinguent par leurs formes en position de trois seins orientés vers le ciel.

## Mythologie
Selon les croyances traditionnelles du pays Shabè, chacune des trois mamelles de Savè porte un nom et abrite les divinités Oke Ifolo, Ini Shabe et Oke Adjagbo qui sont chargées de protéger le royaume contre ses ennemis et contre les mauvais sorts. La colline qui porte le nom d'Oké Oyi-Amon est celle qui produirait du beurre aux vertus thérapeutiques, et celle qui abrite la divinité  Oké Adjabgo est un lieu sacré où siègent les divinités Shabè. Même si les croyances ancestrales semblent moins importantes, les mamelles continuent de revêtir un caractère sacré.

## Tourisme
Les mamelles de Savè sont le lieu touristique le plus connu et le plus visité de la région. C'est aussi maintenant un lieu de sport, ou est organisé chaque année une compétition qui consiste en l'ascension des mamelles,,,.